# Vrgoračka gobica
Vrgoračka gobica (lat. Knipowitschia croatica) je slatkovodna riba iz porodice glavoča Gobiidae (red Gobiiformes prema Wiley i Johnson, 2010; Betancour i sur., 2013). Autohtona je vrsta u Hrvatskoj, nastanjuje Vrgorsko i Rastočko polje, rječicu Norin, donji tok rijeke Neretve (i u Bosni i Hercegovini), te Modro oko i Baćinska jezera. Ukupne je duljine oko 55 mm, tijelo joj je gotovo bez ljuski (jedino ispod pektorala), a hrani se vodenim beskralješnjacima.

## Habitat i opis
Preferira bistre krške izvore, jezera, spore potoke i rječice. Dugovječnost je manja od 2 godine. Mrijesti se nakon prve zime s mužjacima koji brane jajašca u šupljinama ispod kamenja, biljnog materijala ili ljuštura. Mlade jedinke slobodno plivaju dok odrasle jedinke plivaju u bentosu. Tijekom ljetnih suša ova vrsta može preživjeti u podzemnim vodama.

## Vanjske poveznice
|  | Zajednički poslužitelj ima još gradiva o temi Knipowitschia croatica |
|  | Wikivrste imaju podatke o taksonu Knipowitschia croatica             |